# Kapillärvågor

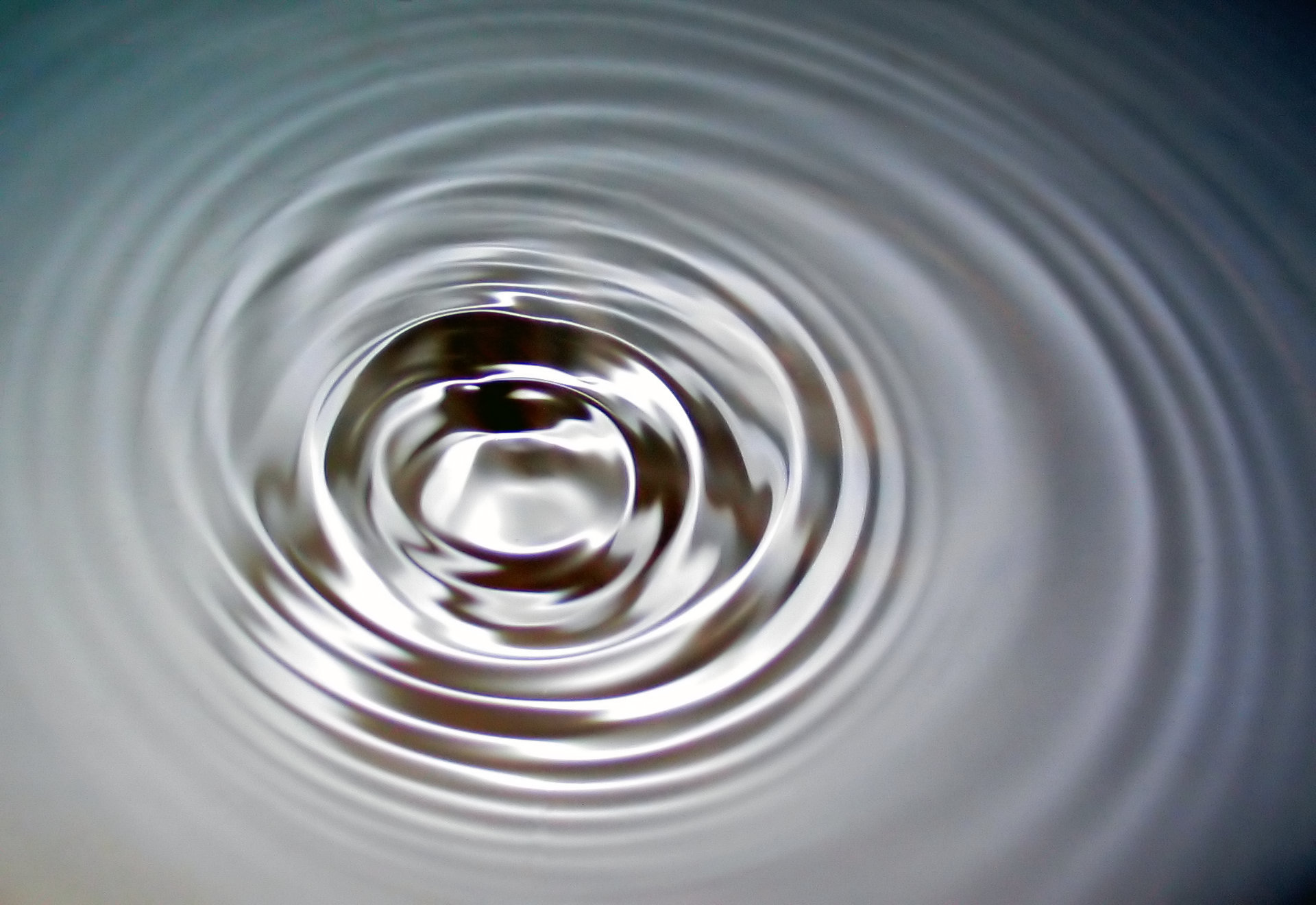
Kapillärvåg i vatten.

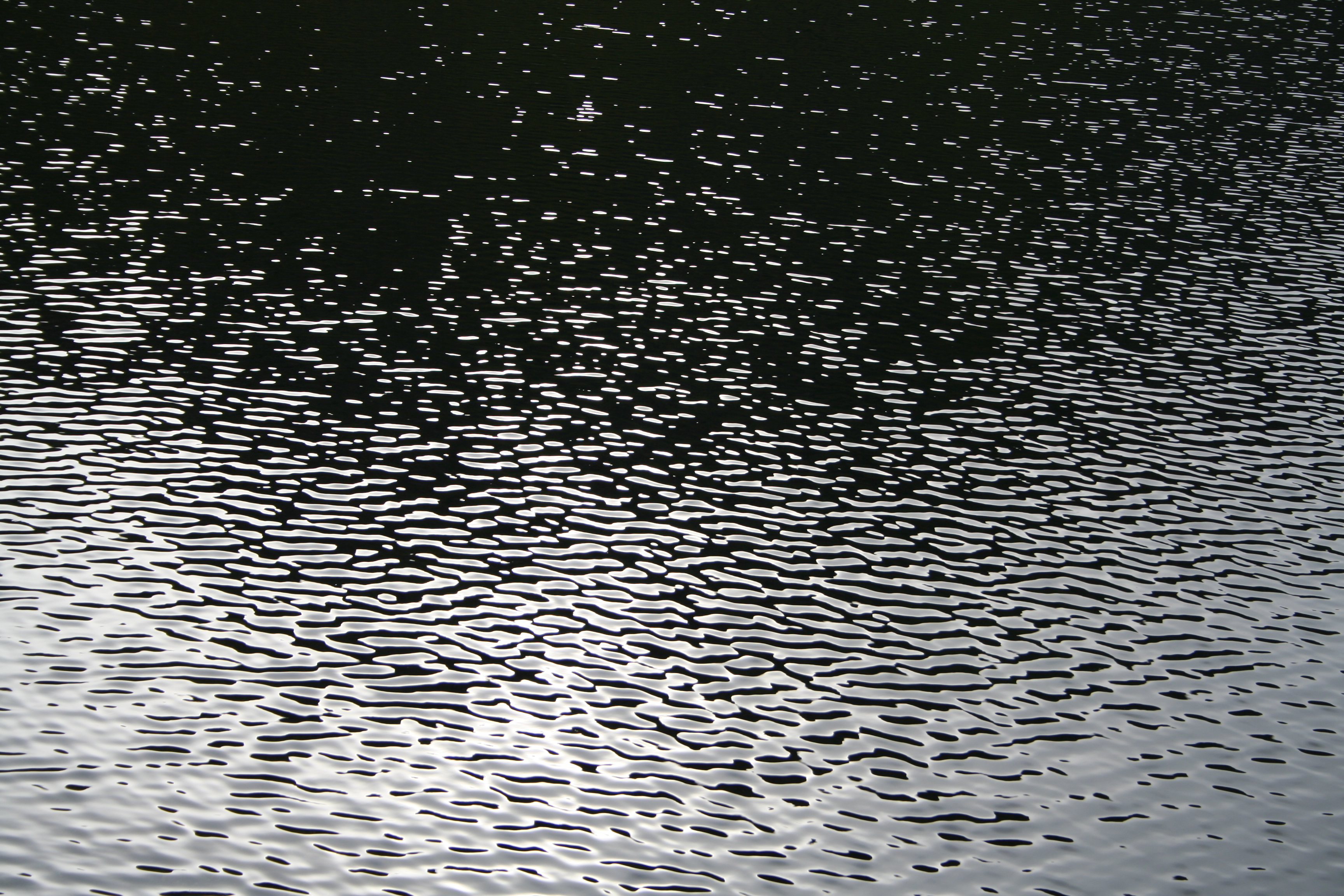
Vågskvalp eller "vindblås" på Lifjord i Norge.

De minsta vågorna i vattnet brukar kallas för kapillärvågor och där längden på vågen sällan är mer än 1.7 cm. Dessa vågor uppstår främst på lugna vatten där de uppstår med hjälp av små kastvindar eller där något större vågor bryts. Vågorna varar oftast inte längre än en tiondels sekund. Anledningen till att kapillärvågor är så små är att de har en begränsad dynamik som styrs av den molekylära ytspänningen som gör att utslagen av vågen blir ytterst små. Kapillärvågor är återkommande både i hemmet men även i naturen och brukar refereras till som vågskvalp. Se bild till höger.

## Hur uppstår kapillärvågor?
Kapillärvågor kan uppstå på olika sätt. Som tidigare nämnt är den vanligaste anledningen att små kapillärvågor bildas av kastvindar eller att andra vågor bryts, dock kan kapillärvågor även uppstå i hemmet. Detta sker t.ex. i en vask fylld av vatten då ytan är nästintill stilla, skulle en droppe falla på ytan bildas ringar kring fallpunkten och dessa ringar är kapillärvågor. De uppstår då vattendroppen får kontakt med ytan och "studsar" på grund av vattnets densitet eller den s.k. molekylära ytspänningen.

## Beräkning av kapillärvågor
Dispersionsrelationen för kapillärvågor kan beräknas med följande ekvation:
{\displaystyle \omega ^{2}={\frac {\sigma }{\rho +\rho '}}\,|k|^{3}}
där ω står för vinkelfrekvensen, σ för ytspänningen, ρ för densiteten av den tyngre vätskan, ρ för densiteten av den lättare vätskan och k för vågtal. Våglängden kan beräknas med följande ekvation {\displaystyle \lambda ={\frac {2\pi }{k}}.}